# Chasseradès
Chasseradès era una comuna francesa situada en el departamento de Lozère, de la región de Occitania, que el 1 de enero de 2017 pasó a ser una comuna delegada de la comuna nueva de Mont-Lozère-et-Goulet al fusionarse con las comunas de Bagnols-les-Bains, Belvezet, Le Bleymard, Mas-d'Orcières y Saint-Julien-du-Tournel.

## Demografía
| Gráfica de evolución demográfica de Chasseradès entre 1800 y 2014 |
|                                                                   |

Los datos demográficos contemplados en este gráfico de la comuna de Chasseradès se han cogido de 1800 a 1999 de la página francesa EHESS/Cassini, y los demás datos de la página del INSEE.